# Lydia Corbett
Lydia Corbett, z domu Sylvette David (ur. 13 listopada 1934 w Boulogne-Billancourt pod Paryżem) – francuska artystka i była modelka artystyczna, znana jako „Dziewczyna z kucykiem” z serii obrazów Pabla Picassa pt. Sylvette.

## Życiorys

### Wczesny okres życia
Sylvette David urodziła się 14 listopada 1934 roku w Boulogne-Billancourt, nieopodal Paryża. Jej ojciec, Emmanuel David, studiował sztukę i był właścicielem galerii. Jego działalność promocyjna przyniosŁa sławę m.in. Jeanowi Carzou i Bernardowi Buffettowi. Jej matka, Honor Gell, była urodzoną w Wiltshire Angielką, córką wikarego. Na co dzień zajmowała się malarstwem. Rodzice Sylvette wstąpili w związek małżeński w 1926 roku. Rozwiedli się jeszcze przed narodzinami Sylvette. Jej matka, będąc artystką, nie chciała mieszkać ze służbą, w burżuazyjnym otoczeniu.
Podczas wojny Sylvette mieszkała z matką i dwoma braćmi w kolonii naturystów na wyspie Île du Levant na Morzu Śródziemnym, dokąd jej matka udała się, by otrząsnąć się po stracie trzytygodniowego dziecka. Sylvette spędziła dzieciństwo ciesząc się nieskrępowaną wolnością, słońcem, wspinając się na drzewa i pływając w morzu ze swoimi braćmi.
W wieku szesnastu lat, z inicjatywy i za poradą matki, rozpoczęła naukę w Anglii, w bezpłatnej Szkole Summerhill, w której stosowano wolnościową pedagogikę Alexandera Sutherlanda Neilla. Tam też poznała angielskiego rzeźbiarza i projektanta Tobby'ego Jellinka, z którym wróciła na Kontynent. Para zamieszkała na południu Francji, gdzie mieszkała jej matka. Miejscowość ta znajdowała się niedaleko pracowni Pabla Picassa.

### Modelka Picassa
Lydia Corbett (w tym czasie znana pod panieńskim nazwiskiem David) w chwili przypadkowego poznania Pabla Picassa zamieszkiwała z matką w niewielkim mieście Vallauris na południu Francji. W tym samym czasie mieszkał w nim Picasso, który przebywał tutaj od 1948 do 1955 roku. 19-letnia wówczas blondynka, uosabiająca jego ideał nowoczesnego piękna – wysoka, z długimi, blond włosami związanymi w kucyk – zainspirowała malarza do stworzenia serii portretów. Artysta poznał Sylvette w krytycznym momencie swojej kariery artystycznej i życia osobistego. Jego związek z Françoise Gilot zakończył się we wrześniu 1953 roku, co w efekcie spowodowało kryzys twórczy i osobisty. W międzyczasie poznał Jacqueline Roque, która została towarzyszką artysty do końca jego życia. W kwietniu 1954 roku Picasso kupił dwa krzesła od Toby’ego Jellinka, narzeczonego Sylvette, projektanta metalowych mebli, którego pracownia sąsiadowała z pracownią ceramiczną Madoura Alaina i Suzanne Ramié, w której Picasso tworzył swoją ceramikę. Przy okazji spotkał Sylvette. Kilka dni później namalował jej portret węglem z pamięci, przedstawiający ją z profilu i z kucykiem. Wkrótce dziewczyna zgodziła się pozować dla Picassa, jednakże bez zapłaty, gdyż bała się, że w zamian będzie musiała pozować nago. Ten, aby się odwdzięczyć kupował krzesła od jej narzeczonego. Platoniczny i artystyczny romans z młodziutką muzą trwał trzy miesiące, od kwietnia do czerwca 1954 roku. W tym czasie Picasso namalował około pięćdziesięciu obrazów, rysunków i rzeźb przedstawiających Sylvette, która została gwiazdą. Sesje w pracowni Picassa i relację między artystą a modelką, jak również modę i pełen przepychu styl życia na Lazurowym Wybrzeżu w latach 50. XX wieku, udokumentowały fotografie Davida Douglasa Duncana, Alexandra Libermana, Arnolda Newmana, François Pagesa, Edwarda Quinna i André Villersa. W czerwcu 1954 artysta podziękował swoje modelce, po czym pragnąc się odwdzięczyć zaoferował jej wybór jednego z namalowanych przez niego obrazów z jej wizerunkiem. Wybrała wówczas ten największy i najbardziej oddający jej postać, datowany na 5 maja 1954 r. Kiedy zachorował jej narzeczony i pilnie potrzebowała pieniędzy sprzedała darowany portret za 10 milionów starych franków. Dzięki temu miała pieniądze m.in. na leczenie Toby'ego oraz zakup mieszkania w Paryżu. Po latach przyznała, że spotkanie z Picassem zadecydowało, że zajęła się malarstwem.

## Wpływ na modę
W 1954 roku Sylvette David nosiła charakterystyczną fryzurę, która stanowiła jej niepowtarzalny styl: długi kucyk upięty wysoko na głowie, różniący się od kucyków noszonych w tamtym okresie czasu przez małe dziewczynki. Tego typu fryzurę zasugerował jej ojciec. Po zobaczeniu aktorki grającej Antygonę w paryskim teatrze, której włosy były ułożone w taki sposób, że uczesanie z profilu przypominało grecki hełm, zasugerował jej w liście, aby sama wypróbowała podobny styl, gdyż uważał, że bardzo by jej pasował. Jej styl uczesania stał się następnie sławny dzięki portretom pędzla Picassa i zdjęciom publikowanym w prasie. W październiku 1954 roku w Paryżu wystawiono około dwudziestu portretów, a dziennikarka Mary Dunbar napisała w The Sunday Times, że długie blond włosy Sylvette, związane w kucyk, były dominującym elementem wszystkich tych prac i że widziała już wiele młodych dziewcząt przyjmujących ten styl blond fryzury z gęstą grzywką, twarzą otoczoną lokami i długim kucykiem noszonym wysoko.
Styl ten został wkrótce zaadaptowany przez Brigitte Bardot. Po latach Sylvette David wspominała, że w 1954 roku, gdy pozowała dla Picassa, na krótko spotkała Brigitte Bardot i Rogera Vadima na bulwarze La Croisette w Cannes i że wszyscy wymienili między sobą długie spojrzenia. Następnym razem, gdy ją zobaczyłam nie była już brunetką, ale zafarbowała włosy na blond, by pasowały do moich, zachowując modne, ciemne rzęsy. Przyjęła kucyk, ale tak naprawdę nie był tak stylowy jak mój. Jej miał bardziej przypadkowy wygląd i był bardziej powiewny – przypominała. Kiedy ogląda się portrety dziewcząt z kucykami, wiele osób myśli, że Picasso namalował Brigitte Bardot, ale w rzeczywistości jest to Sylvette David – mówił po latach Olivier Widmaier, wnuk Picassa.

## Życie osobiste
Jej pierwszym meżem był angielski rzeźbiarz i projektant Tobby Jellinek, z którym doczekała się córki Isabel. Para rozstała się we wczesnych latach 60. XX wieku. W tym samym czasie Sylvette poznała Rawdona Corbetta, który był wówczas studentem sztuki. Przenieśli się do hrabstwa Devon w Wielkiej Brytanii. Na Wyspach urodziła dwójkę dzieci: Alice i Laurence'a. Kiedy miała 36 lat, zmieniła nazwisko na Lydia Corbett. W wieku 45 lat jej drugie małżeństwo zakończyło się rozwodem. W tym samym czasie rozpoczęła też zawodowo malować obrazy. Zachowała nazwisko drugiego męża.
Mieszka w Devon w Wielkiej Brytanii.